# Zibello
Zibello ist eine Fraktion der italienischen Gemeinde (comune) Polesine Zibello in der Provinz Parma, Region Emilia-Romagna.

## Geographie
Zibello liegt etwa 28 Kilometer nordwestlich von Parma am rechten Po-Ufer in unmittelbarer Nähe zur Provinz Cremona auf 35 m s.l.m. Die Bewohner werden als Zibellini bezeichnet. 

## Geschichte
Zibello war schon in der vorrömischen Zeit besiedelt. Seit dem 9. Jahrhundert ist eine Kapelle nachgewiesen. Bis 2015 war Zibello eine eigenständige Gemeinde. Am 1. Januar 2016 schloss er sich mit Polesine Parmense zur neuen Gemeinde Polesine Zibello zusammen. Die Gemeinde hatte Ende 2015 1818 Einwohner und eine Fläche von 23,5 km² und bestand aus den Fraktionen Ardola, Pieveottoville und Rota Ancone. Der Po bildete die nördliche Gemeindegrenze.

## Kulinarisches
Der in Zibello und Umgebung hergestellte rohe Schinken Culatello di Zibello ist seit 1996 ein Produkt mit geschützter Ursprungsbezeichnung (Denominazione d’Origine Protetta) (DOP) . Neben Culatello werden in Zibello auch noch andere für die Gegend typische Fleisch- und Wurstwaren wie Spalla cruda oder Strolghino hergestellt.

## Persönlichkeiten
- Angelo Frondoni (1808–1891), Komponist